# Parasitologia

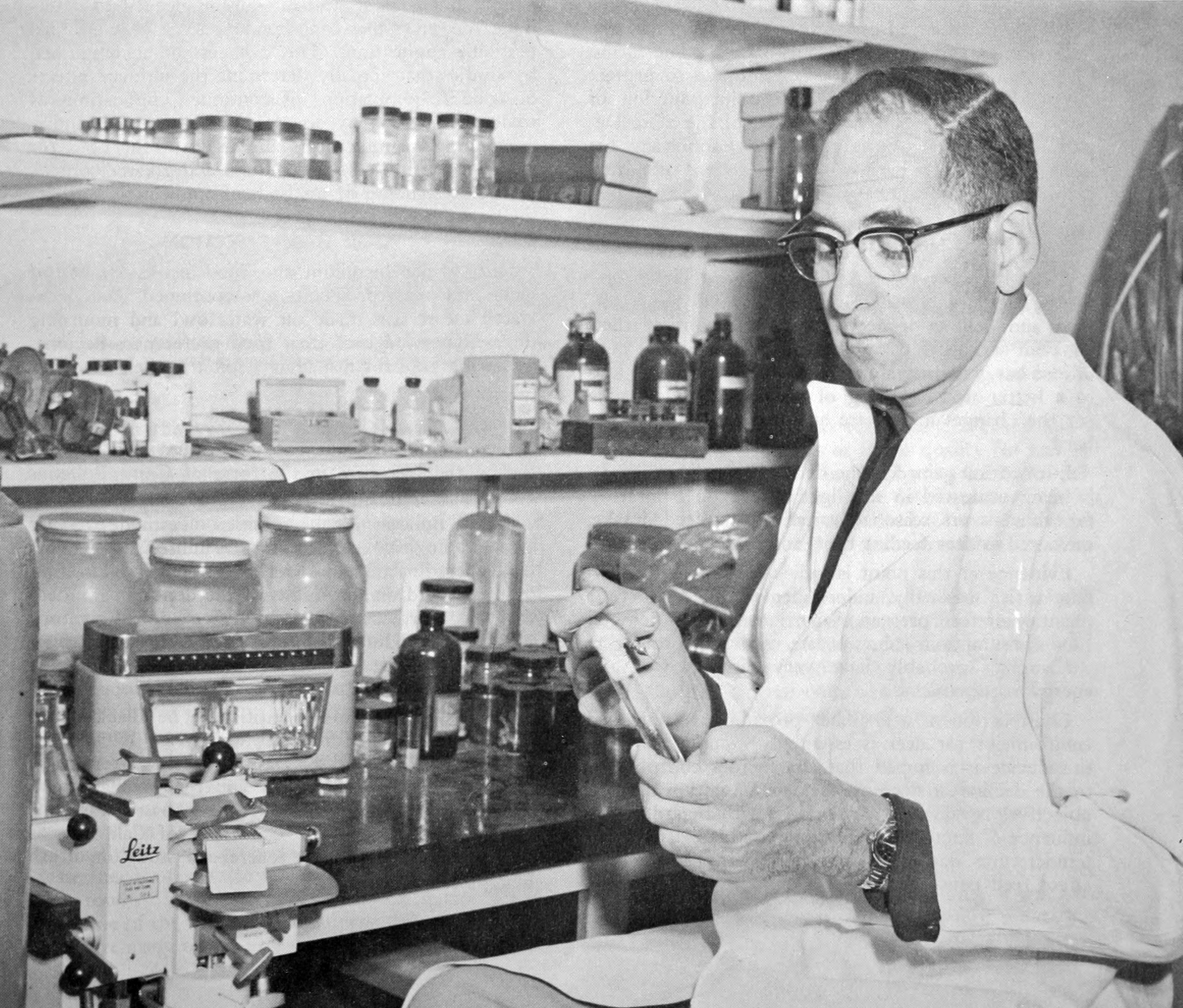

La parasitologia és una branca del coneixement que estudia els organismes paràsits i els efectes que aquests organismes produeixen en els que els sustenten. Encara que la ciència que de manera natural s'ocupa d'ella és la biologia hi ha importants contribucions i implicacions en medicina, farmàcia i veterinària, ja que els paràsits causen malalties humanes o d'animals o plantes d'interès per a l'home (ramat, collites o animals domèstics) i un dels objectius clau és aprendre a curar-les i erradicar-les. Un altre dels objectius d'aquesta ciència cau al camp de l'epidemiologia en estudiar organismes paràsits més o menys innocus "per se" però que poden ser transmissors (vectors) d'altres organismes causants de malalties. L'objectiu seria el de controlar les poblacions d'aquests vectors o proporcionar directrius que permeten solucionar problemes sanitaris i epidemiològics. En tractar-se d'organismes a un temps molt simplificats i amb interessants mecanismes per a eludir les defenses del seu hostatjador sovint els paràsits han rebut atenció per part de la genètica o la biologia molecular. Així mateix han proporcionat dades per a interpretar l'evolució de les espècies.
El parasitisme és un procés pel qual una espècie amplia la seua capacitat de supervivència utilitzant a altres espècies perquè cobrisquen les seues necessitats bàsiques que no tenen per què implicar necessàriament a qüestions nutricionals i poden cobrir coses com la disseminació o millores en la reproducció de l'espècie paràsita, etc. Les espècies utilitzades normalment no obtenen un benefici pels serveis prestats i sovint es veuen perjudicades per això.
L'espècie que du a terme el procés es denomina paràsit o hoste i l'espècie parasitada s'anomena hostatjador.
El parasitisme pot donar-se al llarg de totes les fases de la vida d'un organisme o només en períodes concrets de la seua vida. Una vegada que el procés suposa un avantatge apreciable per a l'espècie, queda establert mitjançant selecció natural i sol ser un procés irreversible que desemboca al llarg de les generacions en profundes transformacions fisiològiques i morfològiques de l'espècie paràsita.
Com tot paràsit continua sent un organisme, pot veure's convertit al seu torn en hostatjador d'una tercera espècie. Al paràsit que parasita a un altre paràsit se li sol denominar parasitoide.